# 24e division SS Karstjäger
La 24e division SS « Karstjäger » en français : « la 24e division de montagne des chasseurs du Karst de la Waffen-SS » était une division de montagne (Gebirgs) de la Waffen-SS qui participa à la Seconde Guerre mondiale. 
Elle a existé sous plusieurs formes entre 1942 et 1945 : bataillon, division et brigade. Pendant sa brève existence, elle a principalement été engagée dans la lutte anti-partisans sur le plateau du Karst, aux frontières de la Yougoslavie, de l’Italie et de l'Autriche. Cette zone d’intervention exigeait des troupes spécialisées dans le combat en montagne, avec l'équipement adapté.

## Histoire

### Origines
Au milieu de l'année 1942, la Waffen SS forme une compagnie chargée de mener des opérations contre des partisans, dans la région frontalière montagneuse entre l'Italie, l'Autriche et la Yougoslavie, appelée aussi le Karst. Le SS Standartenführer Hans Brandt, par ailleurs géologue et spéléologue, suggère la création d'une unité spécifique. La compagnie est formée au camp d'entraînement de la SS de Dachau et est composée de soldats venant notamment du bataillon de réserve de la 23e division SS de montagne Kama.
En novembre 1942, la compagnie devient un bataillon de 500 hommes, le SS-Karst-Jäger Btl. ou Pol.Freiw.Btl. Karstwehr. Lors du premier semestre de 1943, il s'entraîne en Autriche. L'unité recrute principalement parmi les Volksdeutsche de Yougoslavie et dans le Sud-Tyrol, les officiers provenant de détachement géologiques de la SS. Le corps géologique de la Waffen SS dont viennent ces hommes a été constitué en avril 1941 et il comprend surtout des ingénieurs ainsi que quelques géologues. Ils ont pour fonction principale d'explorer des grottes et des obstacles naturels et de déterminer si les espaces en dehors des routes sont utilisables par des chars d'assaut. Ils doivent aussi repérer des sources d'eau potable. Après la capitulation italienne en septembre 1943, le bataillon est chargé de désarmer les troupes italiennes autour de Tarvisio sur la frontière entre les trois pays. Par la suite, elle occupe des fonctions de protection des communautés de Volksdeutsche de la région. D'octobre 1943 à juin 1944, le bataillon est basé à Gradisca d'Isonzo en Italie et participe aux luttes contre les Partisans à Trieste, Udine et dans l'Istrie. Le 10 octobre, une colonne du bataillon tombe dans une embuscade au col du Predil, avec trois morts et huit blessés. Le lendemain, le bataillon brûle le village de Strmec et tue seize habitants en représailles. Au 19 octobre 1943, l'unité a subi un total de dix-huit morts et quarante-cinq blessés lors d'une série d'engagements près du village de Bovec. Au cours de la même période, le bataillon s'empare de deux canons de montagne italiens de 75 millimètres, ce qui accroît fortement sa puissance de feu.
Au cours de la fin octobre et du mois de novembre 1943, le bataillon est engagé des actions contre les Partisans autour de Zaga et de Kobarid, lors notamment de l'opération Traufe. À la fin du mois de novembre, le bataillon est placé sous le commandement du chef supérieur de la police et de la SS en Italie, le SS Obergruppenführer et général de la Waffen SS Karl Wolff le temps d'une opération. En février 1944, l'unité conduit l'opération Ratte (rat), lors de laquelle elle brûle les villages de Komen et de Rihenberg, internant les habitants dans des camps de travail. Au début de l'année 1944, Brand suggère de recruter dans l'unité des nationalistes slovènes mais l'idée est rejetée par le quartier général de la SS, qui craint qu'une telle politique ne favorise l'infiltration de Partisans dans l'unité. À ce moment, il est estimé que 20 000 Partisans communistes combattent dans la région de Gorizia. Durant le mois de mars, le bataillon est impliqué dans plusieurs opérations (Zypresse (cyprès), Märzveilchen (violette), Maulwurf et Hellblau (bleu ciel)), qui infligent des pertes significatives aux Partisans, d'autant que des prisonniers sont exécutés. En mars et avril, l'opération Osterglocke est conduite durant douze jours, suivie par l'opération Liane à la fin du mois de mai en plus de la longue opération Annemarie entre le 7 mai et le 16 juillet. En juin 1944, une patrouille du bataillon ne parvient pas à revenir vers le reste de l'unité à la suite d'une mission aux alentours de Cividale del Friuli. Deux jours plus tard, ils sont retrouvés, leurs torses dénudés et leurs têtes empalées sur des baïonnettes. Dès lors, le reste de l'unité aurait tué des hommes suspectés d'être des Partisans. Au fur et à mesure de ces opérations, le bataillon voit ses effectifs atteindre le millier d'hommes.

### Une brève existence comme division

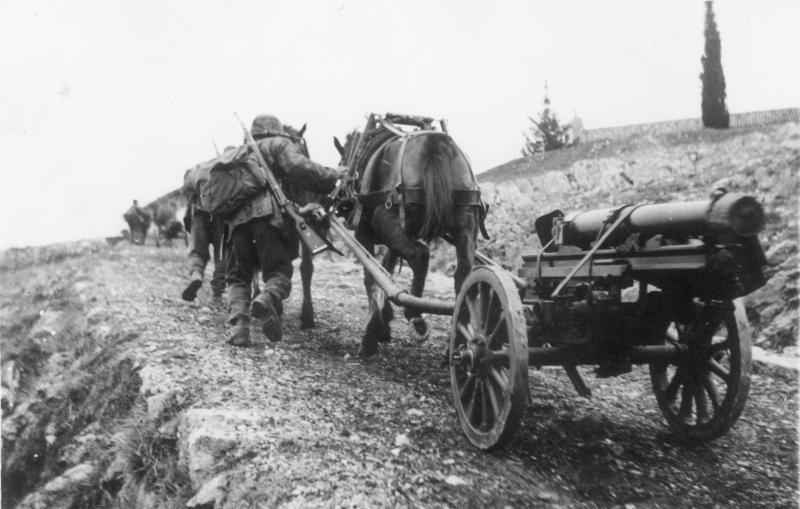
Le bataillon SS Freiwilligen Karstwehr lors d'un entraînement d'artillerie.

Le 18 juillet 1944, le Reichsführer SS Heinrich Himmler ordonne que le bataillon devienne une division, bien que les effectifs soient limités à 6 000 hommes. La désormais 24e division SS de montagne Karstjäger doit être mise en place par le chef de la police et de la SS du littoral adriatique, le SS-Gruppenführer Odilo Globocnik. Le nom Karstjäger vient d'une combinaison entre Karst, qui se réfère au nom de la région et Jäger, le terme allemand qui désigne l'infanterie légère. La division comprend deux régiments d'infanterie de montagne, un régiment d'artillerie et des bataillons de reconnaissance, du génie et antichar. Elle reçoit quatorze chars Ansaldo P40 pris aux Italiens mais cet équipement s'avère peu fiable, seule la moitié étant disponible dans le meilleur des cas. En août 1944, cette division en sous-effectif participe à l'opération Dachstein sous le commandement de la 188e division de montagne. Entre août et novembre 1944, elle continue de poursuivre des opérations de lutte contre les Partisans dans la région mais elle ne compte que 3 000 hommes, moins de la moitié des effectifs prévus. En effet, il s'avère impossible de recruter plus d'hommes et, en décembre 1944, la division est rétrogradée au rang de brigade.
À la fin de 1944 et au début de 1945, la brigade montagne de SS Karstjäger lutte d'abord contre des Partisans soutenus par les Britanniques dans les Alpes juliennes, avant d'être déployée dans la région littorale autour de Trieste. Toutefois, elle manque d'être coupée du reste des troupes allemandes et revient rapidement dans les Alpes juliennes, en forçant le passage à travers la vallée du Tagliamento entre Osoppo et Gemona del Friuli. Vers la fin du mois d'avril 1945, la brigade combat les forces britanniques et néo-zélandaises sur la frange sud des Alpes juliennes. La compagnie de réserve de la brigade, qui a été envoyée à Cividale, parvient à détruire plusieurs chars britanniques avec des Panzerfausts et l'aide d'une compagnie blindée. Lors des dernières semaines de la guerre, la brigade fait partie d'un Kampfgruppe (groupe de combat) dirigé par le SS-Brigadeführer (général de brigade) Heinz Harmel, qui reçoit l'ordre de protéger les cols des Karavanke, entre la Yougoslavie et l'Autriche. Cette mission est fondamentale en ce qu'elle permet aux forces allemandes de se retirer de Yougoslavie, pour laisser celle-ci aux Britanniques plutôt qu'aux Partisans. Le Kampfgruppe parvient à remplir sa mission et est l'une des dernières unités allemandes à se rendre, en l'occurrence à la 6e division blindée britannique le 9 mai 1945.

## Désignations successives
- de 1942 à août 1944: SS-Karstwehr-Bataillon
- d'août 1944 au 5 décembre 1944: 24. Waffen-Gebirgs-Division der SS "Karstjäger"
- du 6 décembre 1944 au 10 février 1945: Waffen-Gebirgs-(Karstjäger)-Brigade
- du 11 février à mai 1945: 24. Waffen-Gebirgs-(Karstjäger-)Division der SS

## Liste des commandants successifs[1]
| Début         | Fin           | Grade                  | Nom          |
| ------------- | ------------- | ---------------------- | ------------ |
| Décembre 1944 | Décembre 1944 | SS-Obersturmbannführer | Karl Marx    |
| Décembre 1944 | Février 1945  | SS-Sturmbannführer     | Werner Hahn  |
| Mars 1945     | Mai 1945      | SS-Oberführer          | Adolf Wagner |

Roland Kaltenegger ne liste que Werner Hahn comme commandant de l'unité.

## Composition
Volontaires du Tyrol, italiens et slovènes.
- Juin 1942: 1 831 hommes
- Juin 1944: 3 000 hommes
- Février 1945: 5 563 hommes

## Ordre de bataille

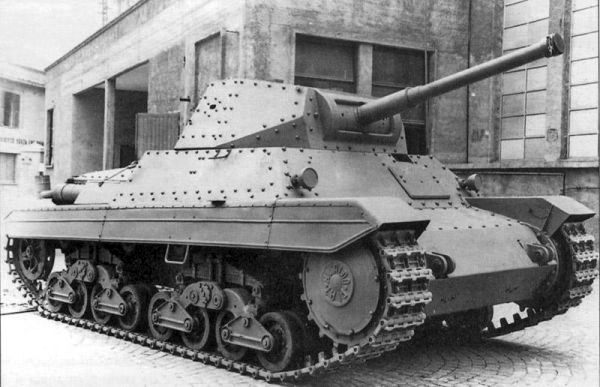
Quatorze chars italiens P40 sont assignés à l'unité mais s'avèrent peu fiables.

La composition théorique de la division est la suivante : 
- Waffen-Gebirgs-(Karstjäger)-Regiment der SS 59
- Waffen-Gebirgs-(Karstjäger)-Regiment der SS 60
- Waffen-Gebirgs-Artillerie-Regiment 24
- SS-Panzerkompanie
- SS-Gebirgsbatterie
- SS-Gebirgs-Sanitäts-Kompanie 24
- SS-Gebirgs-Nachrichten-Kompanie 24
- SS-Gebirgs-Pionier-Kompanie 24

La division est aussi censée comprendre des unités de soutien. Toutefois, seul le 59e régiment de chasseurs de montagne de la SS, un bataillon du 24e régiment d'artillerie de montagne de la SS, une compagnie du 24e bataillon du génie de la SS et une partie de la compagnie blindée sont effectivement constitués.